# Eiyuu Senki: The World Conquest
Eiyuu Senki: The World Conquest  (英雄*戦姫?, Eiyū*Senki) è un videogioco strategico con ampie sezioni narrative in stile visual novel, uscito in Giappone nel 2012 per PC e successivamente per PlayStation 3 e PlayStation Vita. È approdato in Occidente nel novembre 2015 in versione digitale per PlayStation 3.

## Trama
Un giovane guerriero dalle origini ignote si ritrova catapultato, senza ricordare quasi nulla del suo passato, in uno strano mondo dove celebri condottieri della storia, di tutte le epoche e le nazionalità, combattono fra loro per l'egemonia globale. In questo mondo i personaggi storici che il protagonista incontra, anche quelli che dovrebbero essere uomini, come Yamato Takeru, hanno le sembianze di affascinanti ragazze. Come prima cosa, trovandosi nel mezzo di una battaglia, egli fa sfoggio delle sue capacità di spadaccino per salvare Himiko, regina di Yamatai, da una banda di banditi, e per la sua comparsa provvidenziale viene soprannominato Servo del Cielo. Da quel momento aiuta Himiko a riunificare Zipang, l'antico Giappone, e intraprende al suo fianco la conquista del mondo, instaurando con lei anche un legame amoroso, sebbene le rivali per Himiko non manchino.

## Edizioni
Rispetto alla versione originale per PC, contenente scene hentai, la versione per console ha subito varie censure e rimaneggiamenti, ovvero la sostituzione dei contenuti per adulti con nuove scene. L'edizione occidentale non ha subito ulteriori censure rispetto alla versione giapponese per PlayStation 3. Una versione non censurata per PC è stata pubblicata anche in Occidente. Per PC è inoltre uscita, nel solo Giappone, una versione rinnovata del gioco, intitolata Eiyuu Senki Gold.

## Cast
Il gioco – anche nella versione occidentale, che ha i testi in inglese – è doppiato in giapponese. Il protagonista, impersonato dal giocatore, non è doppiato durante i dialoghi del gioco, e riceve un nome scelto dal giocatore stesso (a meno che venga lasciato il suo nome di default: Chihaya). Di seguito vengono riportati i personaggi incontrati nel gioco, divisi per nazione, e le rispettive doppiatrici.
Zipang
- Himiko – Yui Ogura
- Oda Nobunaga – Akane Tomonaga
- Yoshitsune – Asami Imai
- Musashibou Benkei – Megumi Katō
- Yamato Takeru – Rikka Kitami
- Abe no Seimei – Hikaru Isshiki
- Inou Tadataka – Riko Hirai
- Magoroku Kanemoto – Umi Manaka
- Sasaki Kojiro – Mika Amasaki

Taika
- Qin Shi Huang – Mai Kadowaki
- Lu Bu – Mio Ōkawa
- Sun Tzu – Minami Hokuto

India
- Ashoka – Shiho Tachibana
- Sanzou Houshi – Tomoe Tamiyasu

Mongolia
- Kublai Khan – Ayuru Ōhashi
- Marco Polo – Yukina Fujimori

Australia
- Vlad Tepes – Kana Nojima
- Joan of Arc – Fūri Samoto
- Ishikawa Goemon – Rino Kawashima

Hawaii
- Kamehameha – Chiyo Ōsaki

Vinland
- Drake – Oma Ichimura
- William Kidd – Saki Nakajima
- Teach – Miu Komatsuna

USA
- Columbus – Tae Okajima
- Billy the Kid – Miru Kaotao

Indias
- Geronimo: Yumi Shinohara

Azteca
- Montezuma – Mahiru Kaneda

Inca
- Huayna Capac – Konami Ōnami

EU
- Napoleon – Ai Shimizu
- Cook – Yukari Minegishi
- Magellan – Akane Sanada
- Hannibal – Suzune Kusunoki
- Caesar – Risa Matsuda
- Nero – Miyabi Arisugawa
- Da Vinci – Hana Akino

Britannia
- Arthur – Ayaka Kimura
- Gawain – Minami Hokuto
- Galahad – Mei Misono
- Lancelot – Miyako Suzuta
- Mordred – Juri Mori
- Bedivere – Poko Momose
- Bors – Kanau
- Percival – Atsumi Tanizaki
- Tristan – Iroha Haruyama
- Kay – Yuana Miyazawa
- Ywain – Natsu Nekoyashiki
- Balin – Yuki Yanaka
- Merlin – Homi Momoi

Macedonia
- Alexander – Saki Nakajima
- Aristotle – Himeno Terusato
- Archimedes – Noel Kiriya

Russia
- Ivan the Terrible – Umi Manaka
- Rasputin – Rikka Kitami
- Copernicus – Fūri Samoto

Egitto
- Tutankhamun – Noel Kiriya
- Cambyses – Miyako Suzuta

Babilonia
- Hammurabi – Moka Choko